# Bölcsesség háza
Bölcsesség háza (𒂍𒉿𒀭𒉀 sumer e2-ĝeštug-dnidaba2: (Éngestug-Nídaba), „Nídaba bölcsességének háza”, akkád bītu mummi) a legmagasabb szintű írnokképzés intézményei a sumer–akkád kultúrában. Nabú templomaiban működtek, s legfontosabb tananyaguk a naptárkészítés volt.